# Åse Michaelsen
Åse Michaelsen (Mandal, 4 juni 1960) is een Noors politica van de Fremskrittspartiet. Van januari 2018 tot mei 2019 was zij minister van Ouderenzaken in het kabinet-Solberg.

## Biografie
Michaelsen werd geboren in Mandal in de provincie Vest-Agder in het zuiden van Noorwegen. Haar vader was middenstander, haar moeder huisvrouw. Michaelsen volgde een opleiding tot leraar aan de Hogeschool Agder in Kristiansand. Na haar studie werkte zij jarenlang bij SAS in Duitsland en in Noorwegen. 
Haar politieke carrière begon in 1995 toen ze lid werd van de gemeenteraad van haar geboorteplaats. In 2003 werd ze tevens lid van de raad van de provincie Vest-Agder. Twee jaar later, bij de verkiezingen van 2005, werd ze gekozen tot lid vanuit Vest-Agder in de Storting, waarbij ze met miniem verschil een kandidaat van Arbeiderpartiet voorbleef. Bij de verkiezingen in 2009 en 2013 wist zij haar zetel te behouden. Bij de verkiezingen in 2017 was zij geen kandidaat meer.
Bij de uitbreiding van het kabinet-Solberg in januari 2018 werd Michaelsen vrij verrassend benoemd als minister voor Ouderen, een nieuw gecreëerde portefeuille. Op 3 mei 2019 trad ze af en werd ze opgevolgd door haar partijgenote Sylvi Listhaug.
- Virtual International Authority File: 244149105998868490240